# هنري ألفرد وارد
هنري ألفرد وارد هو سياسي كندي، ولد في 20 أغسطس 1849 في بورت هوب في كندا، وتوفي في 11 مايو 1934. حزبياً، نشط في حزب كندا المحافظ. وقد انتخب عضو مجلس العموم الكندي.